# Sauar Carano
Sauar Carano (Sauar Karin), também conhecido como Açuar Carim (Asuar Karin) nas fontes árabes, foi um nobre sassânida da Casa de Carano. Em 652, durante a invasão do general árabe Abedalá ibne Amir no Coração, Sauar revoltou-se contra o julgo árabe ao lado de Burzim Xá, outro membro da família carânida. Sediados em Nixapur, sofreram ataques liderados por Abedalá ibne Amir e seu aliado, o canaranges Canara.
Eles começaram a pilhar as áreas em torno de Nixapur, e lutaram fortemente para capturar a cidade. Sauar então tentou fazer a paz com Abedalá, e contou-lhe que abriria os portões da cidade se o último o perdoasse. Abedalá concordou, contudo, quando os portões foram abertos, ele entrou com seu exército, e começou a pilhar a cidade e matar os cidadãos. Não se sabe se morreu no evento.